# 野核桃
野核桃（学名：Juglans cathayensis）为胡桃科胡桃属下的一个变种。

## 扩展阅读
維基物種上的相關：野核桃